# Belval-sous-Châtillon
Belval-sous-Châtillon is een gemeente in het Franse departement Marne (regio Grand Est) en telt 160 inwoners (2005). De plaats maakt deel uit van het arrondissement Epernay.

## Geografie
De oppervlakte van Belval-sous-Châtillon bedraagt 7,1 km², de bevolkingsdichtheid is 22,5 inwoners per km².
De onderstaande kaart toont de ligging van Belval-sous-Châtillon met de belangrijkste infrastructuur en aangrenzende gemeenten.

## Demografie
Onderstaande figuur toont het verloop van het inwonertal (bron: INSEE-tellingen).